# Mieczysław Tykwiński
Mieczysław Tykwiński (ur. 3 października 1906 w Warszawie, zm. 24 października 1983 tamże) – uczestnik powstania warszawskiego, żołnierz PN i AK, działacz socjalistyczny.
Od 1928 roku pracownik warszawskiej poczty, pracę kontynuował w czasie okupacji hitlerowskiej. W 1942 roku przystąpił do podziemnej organizacji Polska Niepodległa, organizacja ta została wkrótce włączona w szeregi Armii Krajowej. Jako Budkowski wchodził w skład plutonu pocztowego, przechowywał listy kierowane do Gestapo. Brał udział w powstaniu warszawskim. Brał udział w ataku na siedzibę Gestapo na alei Szucha, Ministerstwo Spraw Wojskowych oraz na "małą masę" przy ulicy Pięknej i "bunkier Kutschery". Oprócz tego uczestniczył w walkach o ambasady Francji, Szwajcarii oraz Czechosłowacji. Brał także udział w walkach obronnych na alei Ujazdowskiej. Po porażce powstania dostał się do niewoli hitlerowskiej i trafił do obozu Berlin Geseendbruum. Pod koniec kwietnia 1945 roku razem z grupą jeńców uciekł z obozu.
Po zakończeniu wojny czasowo wyjechał do Olsztyna jednak w 1949 roku wrócił do Warszawy. Od 1946 roku członek Polskiej Partii Socjalistycznej, działacz Związku Zawodowego Pracowników Łączności. Członek Związku Bojowników o Wolność i Demokrację. Odznaczony m.in. Srebrnym i Złotym Krzyżem Zasługi. 